# My au
My auは、KDDIにて提供されているサービス。
2017年1月に「auお客様サポート」から改称した。

## 概要
au携帯電話や、KDDI関連サービスを利用しているユーザーが、契約内容の確認や手続きを行うことができる。
また、請求金額や保有ポイント数、データ利用量の確認もできる。サービスを利用するには「au ID」でのログインか「サポートID」でのログインが必要となる。
サービスは専用サイトや、スマートフォン向けの専用アプリで利用することができる。